# Galium pamphylicum
Galium pamphylicum är en måreväxtart som beskrevs av Pierre Edmond Boissier och Theodor Heinrich von Heldreich. Galium pamphylicum ingår i släktet måror, och familjen måreväxter. Inga underarter finns listade i Catalogue of Life.